# Stylomesus hexaspinosus
Stylomesus hexaspinosus là một loài chân đều trong họ Ischnomesidae. Loài này được Birstein miêu tả khoa học năm 1963.